# BASE jumping

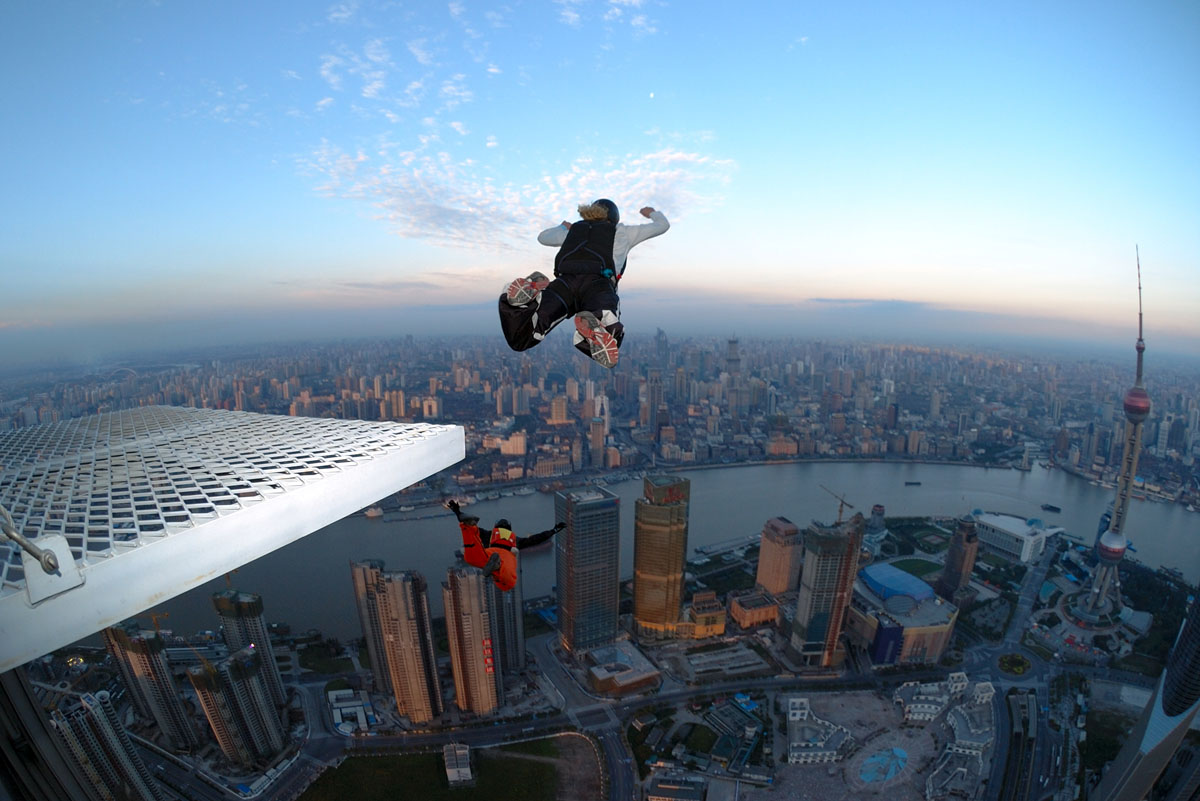
BASE jumping z výšky budovy

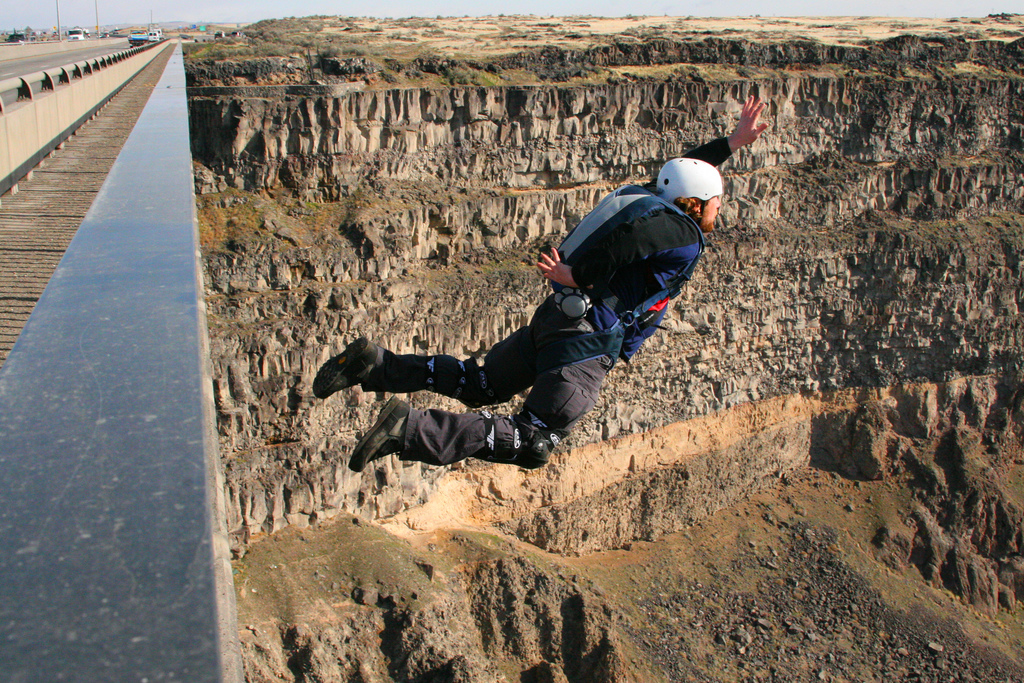
BASE jumping z mostu (Spojené státy americké)

BASE jumping je extrémní sport, jehož náplní je skákání z pevných objektů (BASE je zkratka z anglických slov building – budova, antenna – anténa, span – most a earth – země, skála). Base jumping je kombinací horolezectví a skydivingu.
Člověk, který se chce tomuto sportu věnovat, musí být nejprve dobrým parašutistou s perfektním odhadem výšky, ve které je nutné padák otevřít a s vysokou úrovní schopnosti ovládat let. Pro začátečníky je ideální skákat z vysokého mostu, protože to dává největší možnosti kontroly letu.

## Popis
Jedná se o vysoce nebezpečný sport s velkým množstvím zaznamenaných úmrtí. Například na norské hoře Kjerag připadlo za 11leté období na 20 850 seskoků 9 úmrtí.

## Basejumpeři
Mezi známé basejumpery patřil například Američan Dean Potter, který zemřel obdobně jako jeho několik přátel při nepovoleném basejumpingu v Yosemitském národním parku, nebo Norka Karina Hollekim, jejíž příběh vypráví film 20 vteřin štěstí.
Z českých sportovců se base jumpingu věnovali např. také český lyžař Robin Kaleta, nebo Martin Trdla, který zemřel při seskoku na Sněžce. Čeští basejumpeři se sdružují v komunitě Czech Base.

## Filmy o base jumpingu
- African B.A.S.E. (2001)
- 20 vteřin štěstí / 20 Seconds of Joy (2007)
- Sunshine Superman (2014)
- When Dogs Fly (2014)
- Bod zlomu / Point Break (remake z roku 2015)